# Ушачский район
Уша́чский райо́н (бел. Уша́цкі раён) — административная единица в Витебской области Республики Беларусь. Административный центр — городской посёлок Ушачи.
Численность населения — 11 283 человек (на 1 января 2025 года).

## Административное устройство
В районе 257 населённых пунктов, из них 256 — сельских.

В районе 7 сельсоветов:
- Великодолецкий
- Веркудский
- Глыбоченский
- Жарский
- Кубличский
- Сорочинский
- Ушачский

Упразднённые сельсоветы на территории района:
- Дубровский[6]
- Мосарский[6]
- Селищенский[6]

29 апреля 2004 года упразднены: Дубровский, Мосарский, Селищенский сельсоветы.

## География

### Территория
Площадь района — 1 493,71 км². Район расположен бо́льшей частью в пределах Ушачско-Лепельской возвышенности. Преобладающие высоты — 140—180 м. Наивысшая точка — 239 м. Болота занимают около 0,5% площади района.
На севере граничит с Полоцким районом, на востоке — с Шумилинским и Бешенковичским районами, на юге — с Лепельским и Докшицким районами, на западе — с Глубокским районом.

### Водная система
В районе засчитывается 178 озёр общей площадью около 77 км² (Черствятское и др.), 18 малых и средних рек, множество ручьёв. Наиболее значительные реки — Западная Двина, Ушача. Через систему озёр (Ушачская группа озёр) протекает река Дива.

## История
Ушачский район образован 17 июля 1924 года.
До июня 1930 года находился в составе Полоцкого округа, затем — в прямом республиканском подчинении, в июне 1935 — январе 1938 года в Лепельском округе.
В 1926—1938 годах в районе существовал Вацлавовский национальный латышский сельсовет. 8 июля 1931 года к району присоединена часть упразднённого Улльского района (4 сельсовета).
С 15 января 1938 года Ушачский район находился в составе Витебской области.
С 20 сентября 1944 года — в Полоцкой, а с 8 января 1954 года вновь в составе Витебской области.
9 сентября 1946 года 3 сельсовета переданы в состав вновь образованного Улльского района, 17 декабря 1956 года при его упразднении они возвращены Ушачскому району. 
20 января 1960 года в состав Ушачского района из упразднённого Ветринского района переданы Бобыничский и Воронечский сельсоветы.
25 декабря 1962 года Ушачский район был упразднён и восстановлен вновь 30 июля 1966 года в составе Витебской области. Территория Ушачского района в период временного упразднения была разделена между Лепельским (большая часть) и Полоцким (Бобыничский и Вороничский сельсоветы) районами.
20 октября 1995 года административные единицы Ушачский район и посёлок Ушачи, имеющие общий административный центр, объединены в одну административную единицу — Ушачский район.

## Геральдика
Герб одобрен решениями Ушачского районного исполнительного комитета от 26 апреля 2002 года № 208 и Ушачского районного Совета депутатов от 28 июня 2002 года № 112. Зарегистрирован в Гербовом матрикуле Республики Беларусь 26 июля 2002 года № 96.
Флаг учреждён Указом Президента Республики Беларусь от 28 февраля 2011 года № 86 и зарегистрирован в Государственном геральдическом регистре 15 марта 2011 года № Б-192. Одобрен решением от 30 августа 2010 года № 70210.

## Население
Численность населения — 11 283 человек (на 1 января 2025 года), в том числе городское — 5 714 человек (Ушачи — 5 714 человек), сельское — 5 569 человек.
В 2002 году население района составляло 20,4 тыс. человек, в том числе городское население составляло 29,9 %.
В 2010 году население Ушачского района составляло 15 371 человек, в том числе городское население — 5518 человек. В 2014 году население района составляло 14,3 тыс. человек, в том числе городское население составляло 6,0 тыс. человек. В 2016 году население района составляло 12 056 человек, в том числе городское население составляло 5877 человек (на 1 января 2022 года).
| Численность населения | Численность населения | Численность населения | Численность населения | Численность населения | Численность населения | Численность населения | Численность населения | Численность населения |
| 1970                  | 1979                  | 1989                  | 1996                  | 2001                  | 2002                  | 2003                  | 2004                  | 2005                  |
| --------------------- | --------------------- | --------------------- | --------------------- | --------------------- | --------------------- | --------------------- | --------------------- | --------------------- |
| 30 981                | ▼26 320               | ▼23 395               | ▼22 635               | ▼20 739               | ▼20 254               | ▼19 701               | ▼19 201               | ▼18 636               |
| 2006                  | 2007                  | 2008                  | 2009                  | 2010                  | 2011                  | 2012                  | 2013                  | 2014                  |
| ▼17 940               | ▼17 412               | ▼16 788               | ▼16 263               | ▼15 921               | ▼15 478               | ▼14 910               | ▼14 648               | ▼14 315               |
| 2015                  | 2016                  | 2017                  | 2018                  | 2019                  | 2020                  | 2021                  | 2022                  | 2023                  |
| ▼14 044               | ▼13 869               | ▼13 485               | ▼13 233               | ▼12 949               | ▼12 687               | ▼12 368               |                       | ▼11 732               |
| 2024                  | 2025                  |                       |                       |                       |                       |                       |                       |                       |
|                       | ▼11 283               |                       |                       |                       |                       |                       |                       |                       |

| Национальный состав по переписи населения 2019 года | Национальный состав по переписи населения 2019 года | Национальный состав по переписи населения 2019 года | Национальный состав по переписи населения 2009 года | Национальный состав по переписи населения 2009 года | Национальный состав по переписи населения 2009 года |
| Народ                                               | Численность                                         | %                                                   | Народ                                               | Численность                                         | %                                                   |
| --------------------------------------------------- | --------------------------------------------------- | --------------------------------------------------- | --------------------------------------------------- | --------------------------------------------------- | --------------------------------------------------- |
| Белорусы                                            | 11 859                                              | 93,17 %                                             | Белорусы                                            | 15 145                                              | 94,83 %                                             |
| Русские                                             | 560                                                 | 4,40 %                                              | Русские                                             | 637                                                 | 3,99 %                                              |
| Украинцы                                            | 176                                                 | 1,38 %                                              | Украинцы                                            | 100                                                 | 0,63 %                                              |
| Поляки                                              | 31                                                  | 0,24 %                                              | Поляки                                              | 18                                                  | 0,11 %                                              |
| Евреи                                               | 10                                                  | 0,08 %                                              | Грузины                                             | 15                                                  | 0,09 %                                              |

По переписи 1959 года, в районе проживало 40 658 человек, в том числе 39 577 белорусов (97,34 %), 707 русских (1,79 %), 133 украинца, 117 поляков, 25 евреев.
В 2018 году 15,5 % населения района было в возрасте моложе трудоспособного, 49,4 % — в трудоспособном, 35,1 % — старше трудоспособного. Доля населения в трудоспособном возрасте в районе одна из самых низких в Витебской области, в возрасте старше трудоспособного — одна из самых высоких. В 2017 году коэффициент рождаемости составил 9,6 на 1000 человек, коэффициент смертности — 22,1 (средние коэффициенты рождаемости и смертности по Витебской области — 9,6 и 14,4, по Республике Беларусь — 10,8 и 12,6). В 2017 году в районе родилось 128 и умерло 295 человек. Сальдо внутренней миграции отрицательное (в 2017 году — −60 человек).
В 2017 году в районе было заключено 69 браков (5,2 на 1000 человек) и 30 разводов (2,2 на 1000 человек, самый низкий показатель в области); средние показатели по Витебской области — 6,4 и 3,4 на 1000 человек, по Республике Беларусь — 7 и 3,4 на 1000 человек соответственно.

## Экономика
Средняя зарплата в районе составляет 77,3 % от среднего уровня по Витебской области (2017 год; один из самых низких показателей в Витебской области). В 2017 году в районе действовало 65 микроорганизаций и 14 малых организаций. В 2017 году 14,6 % организаций района были убыточными (в 2016 году — 15,8 %). В 2015—2017 годах в реальный сектор экономики района поступило менее 0,015 млн долларов иностранных инвестиций. В 2017 году предприятия района экспортировали товаров на сумму 0,6 млн долларов, импортировали на 1,7 млн долларов (сальдо — −1,1 млн долларов).
Выручка от реализации продукции, товаров, работ, услуг за 2017 год составила 56,6 млн рублей (около 28 млн долларов), в том числе 12,8 млн рублей пришлось на сельское, лесное и рыбное хозяйство, 11,5 млн на промышленность, 4,7 млн на строительство, 22,8 млн на торговлю и ремонт.

### Промышленность
Основные промышленные предприятия района:
- УП ЖКХ Ушачского района;
- Ушачский филиал ЗАО «Витебскагропродукт» в деревне Старое Село (производство обогатителей кормов белково-жировых);
- ОАО «Ушачи» (деревообработка);
- ОАО «Лес» (деревообработка, переработка ягод);
- ЧПУП «Промстройлид» (деревообработка, производство мебели);
- ООО «Форестгандаль» (деревообработка);
- ОДО «Алекс Нутта» в агрогородке Ореховно (деревообработка);
- ООО «Твестуба-Про» (производство картонных и бумажных гильз);
- ЧПУП «Кват» (металлообработка);
- Ушачский цех УП «Витебская универсальная база» (производство минеральной воды, безалкогольных напитков, повидла);
- Ушачский филиал ОАО «Знамя индустриализации» (производство швейных и столярных изделий).

### Сельское хозяйство
Под зерновые культуры в 2017 году было засеяно 7781 га пахотных площадей, под кормовые культуры — 10 142 га. Валовой сбор зерновых и зернобобовых в 2017 году составил 13,6 тыс. т (средняя урожайность — 20,9 ц/га).
На 1 января 2018 года в сельскохозяйственных организациях района (без учёта фермерских и личных хозяйств населения) содержалось 9 тыс. голов крупного рогатого скота (в том числе 3,6 тыс. коров), 14,8 тыс. свиней. За 2017 год было произведено 2764 т мяса (в убойном весе) и 9157 т молока. По производству молока район занимает последнее место в Витебской области и одно из последних мест в Республике Беларусь, опережая только Краснопольский и Чериковский районы, пострадавшие от катастрофы на Чернобыльской АЭС.

## Транспорт
Через Ушачский район проходит автомобильная дорога Полоцк—Лепель—Минск Р46.
Основной транспорт Ушачского района — автобус. Перевозчик — Новополоцкое АТП № 6 (филиал Ушачи), который также обслуживает единственный городской маршрут. Имеются несколько маршрутов маршрутных такси.

## Здравоохранение
В 2017 году в учреждениях Министерства здравоохранения Республики Беларусь насчитывалось 32 практикующих врачей (24,2 в пересчёте на 10 тысяч человек; средний показатель по Витебской области — 37, по Республике Беларусь — 40,5) и 144 средних медицинских работников. В лечебных учреждениях района насчитывалось 116 больничных коек (87,6 в пересчёте на 10 тысяч человек; средний показатель по Витебской области — 80,5, по Республике Беларусь — 80,2). По обеспеченности населения больничными койками Ушачский район находится на втором месте в Витебской области, уступая только Витебску (с Витебским районом).

## Культура и образование

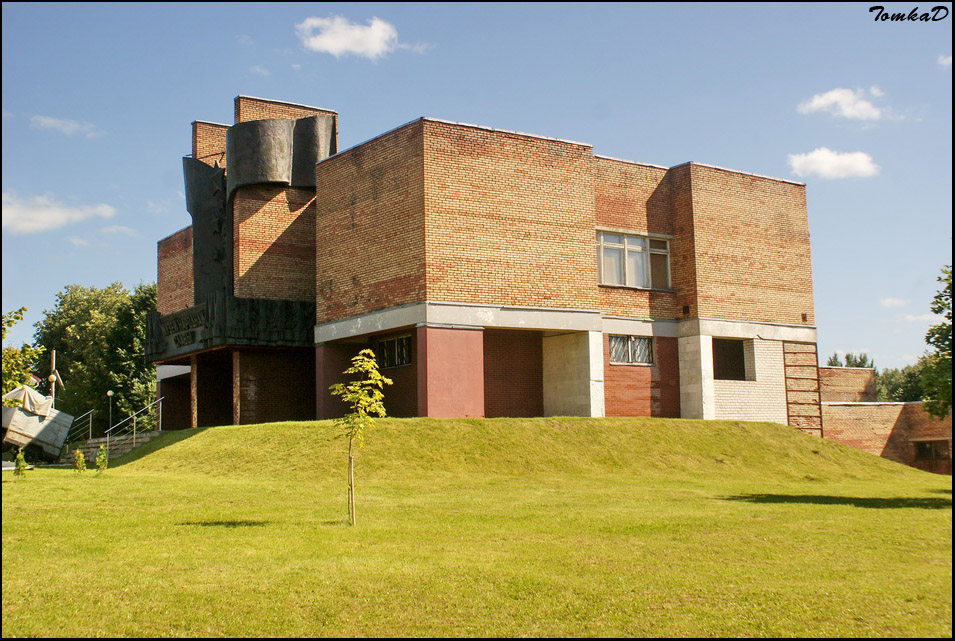
Ушачский музей народной славы имени Героя Советского Союза В. Е. Лобанка в Ушачи

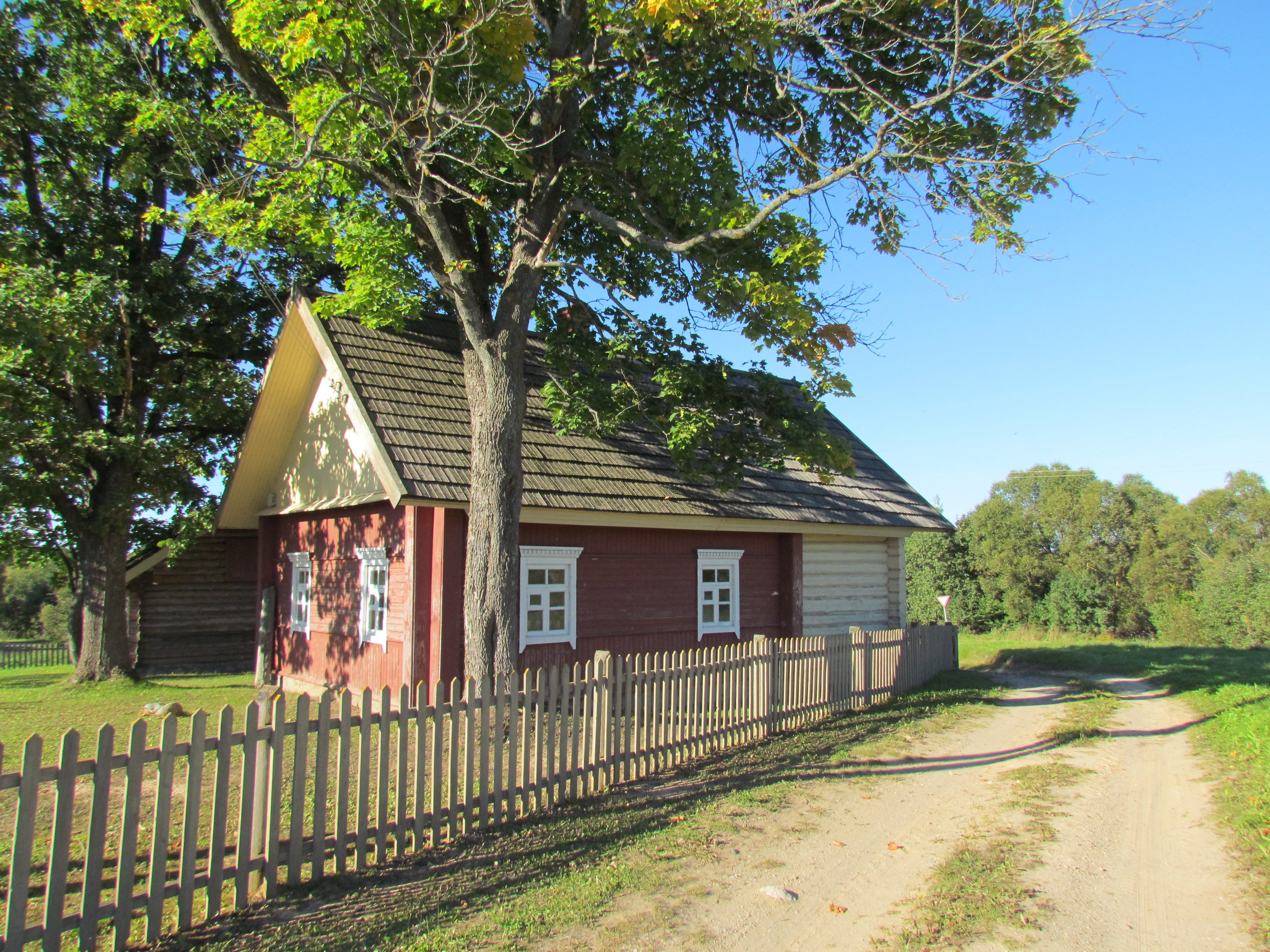
Музей-усадьба Василя Быкова в д. Бычки

В Ушачах находятся 1 средняя школа и 4 детских сада. 
В 2017 году в районе действовало 11 учреждений дошкольного образования (включая комплексы «детский сад — школа») с 474 детьми. В 2017/2018 учебном году действовало 7 учреждений общего среднего образования, в которых обучалось 1214 учеников. Учебный процесс в школах обеспечивали 207 учителей.
В районном центре расположен Ушачский музей народной славы имени Героя Советского Союза Владимира Елисеевича Лобанка, насчитывающий более 15,1 тысячи музейных экспонатов основного фонда.
```
 
Музей имеет два филиала:
```

- Мемориальный комплекс «Прорыв» (расположен в Ушачском районе Витебской области в 7 км северо-западнее городского посёлка Ушачи у деревни Новое Село). Является парком партизанской Славы, посвящённый героическому прорыву в ночь на 5 мая 1944 года партизанскими бригадами Полоцко-Лепельского партизанского соединения сжимавшегося кольца окружения немецко-фашистских войск, проводивших в Ушачском районе карательную операцию «Весенний праздник».
- Музей-усадьба Василя Быкова (расположена в д. Бычки Кубличского сельсовета Ушачского района Витебской области)

В 2016 году музей с филиалами посетили 16,1 тыс. человек.

### Религия
В Ушачском районе зарегистрировано 6 православных общин (две в Ушачах, по одной в Ореховно, Кубличах, Дубровке, Вашково), 1 римско-католическая община (Ушачи), 1 община евангельских христиан-баптистов (Ушачи), 1 община христиан веры евангельской (Ушачи).

## Достопримечательности
- Усадьба в д. Ореховно (середина XIX века)[17].
- Православный храм Великомученицы Параскевы Пятницы (1884) и усадьба Грабницких в д. Ореховно
- Руины католической церкви и монастыря бернардинцев в д. Селище (1726)[53]
- Мемориальный комплекс «Прорыв»
- Усадебный дом имения (маёнтка) «Малыя Дольцы» в деревне Новая Жизнь

### Памятник, заказник
- Березинский биосферный заповедник